# كارلوس أغيلار
كارلوس أغيلار (بالإنجليزية: Carlos Aguilar)‏ (25 مايو 1988 ببالمديل في الولايات المتحدة - ) هو لاعب كرة قدم أمريكي في مركز الوسط. لعب مع Rochester Rhinos ‏ وBakersfield Brigade ‏ وFC Santa Clarita ‏ وOrange County SC U-23 ‏.

## وصلات خارجية
- كارلوس أغيلار على موقع قاعدة بيانات كرة القدم.إي يو (الإنجليزية)